# Birthe Neumann
Birthe Neumann (Copenhague, 30 de abril de 1947) é uma atriz dinamarquesa. 
Ela recebeu os dois principais prêmios de cinema do seu país, o Bodil Award e um Robert prisen.

## Carreira
Birthe Neumann formou-se em 1972 na Escola Nacional de Teatro Dinamarquês e logo depois foi contratada como atriz no Royal Danish Theatre em Copenhague, onde apareceu em inúmeras produções, entre as quais Marx and Coca-Cola, Les Femmes savantes, Sparekassen de Henrik Hertz, Majonæse de Jess Ørnsbo, Death of a Salesman de Arthur Miller e A Breath of Life de David Hare.
Suas aparições no cinema incluem Hovedjægerne, em 1971, Lad isbjørnene danse (1990), Kærlighedens Smerte (1992), Festen (1998), Elsker dig for evigt (2002) e Lykkevej (2003). Ela também aparece em séries de televisão como Riget (1994) de Lars von Trier, Forsvar (2003–2004), e Krøniken (2004). 
Em 2013, recebeu o Prêmio Lauritzen.